# Gymnorhamphichthys bogardusi
Gymnorhamphichthys bogardusi is een straalvinnige vissensoort uit de familie van de Amerikaanse mesalen (Rhamphichthyidae). De wetenschappelijke naam van de soort is voor het eerst geldig gepubliceerd in 2005 door Lundberg.